# نورم كروسبي
نورمان لورانس كروسبي (15 سبتمبر 1927 - 7 نوفمبر 2020)، هو كوميدي وممثل أمريكي، ظهر كثيرا على شاشة التلفزيون في السبعينيات من القرن العشرين.

## روابط خارجية
- نورم كروسبي في قاعدة بيانات الأفلام على الإنترنت
- نورم كروسبي على موقع IMDb (الإنجليزية)
- نورم كروسبي على موقع ميوزك برينز (الإنجليزية)
- نورم كروسبي على موقع إن إن دي بي (الإنجليزية)
- نورم كروسبي على موقع قاعدة بيانات الفيلم (الإنجليزية)